# شهرستان مینچین
شهرستان مینچین (به لاتین: Minqin County) یک منطقهٔ مسکونی در چین است که در وووی، گانسو واقع شده‌است.